# Johann Gerhart
Johann Gerhart  (* 14. Jahrhundert) war ein Steinbildhauer der Gotik, der um die Mitte des 14. Jahrhunderts in Erfurt tätig war.  
Er schuf die Figur einer Madonna an einem Eckpfeiler des Chores der Serverikirche in Erfurt und signierte sie am Sockel mit den Worten Hat Job. Gehart gehowen;  es ist die einzige Steinskulptur des 14. Jahrhunderts in Mitteleuropa, die ein Künstler signiert hat. Jobann Gerhart stellte noch einige andere Plastiken in der Kirche her. Sein Werk ist ein Beispiel dafür, wie sich in der Kunst die  Bedeutung Erfurts an der Handelsstraße vom Mittelrhein nach Böhmen ausdrückt. Die Stadt hatte 1331 vom Kaiser unter anderem das Messeprivileg erhalten und ihre Lage und ihr Reichtum zogen bedeutende Künstler an. Johann Gerhart kannte wohl den Stil der Gotik von den Bauhütten zu Paris und Köln und war prägend  für die nachfolgenden Bildhauerei des Mittelalters in Erfurt, was man beim Meister der Neuwerkmadonna sehen kann, der eventuell ein Schüler von Gerhart war.